# إيرل ارين
إيرل ارين (بالإنجليزية: Earle Warren)‏ هو عازف جاز ومغني أمريكي، ولد في 1 يوليو 1914 في سبرينغفيلد في الولايات المتحدة، وتوفي بنفس المكان في 4 يونيو 1994.

## وصلات خارجية
- إيرل ارين على موقع IMDb (الإنجليزية)
- إيرل ارين على موقع ميوزك برينز (الإنجليزية)
- إيرل ارين على موقع أول ميوزيك (الإنجليزية)
- إيرل ارين على موقع ديسكوغز (الإنجليزية)